# Глядченко, Иван Артёмович
Иван Артемович Глядченко (бел. Іван Арцёмавіч Глядчанка; 1 апреля 1918, Матушово, Лиозненский район — 22 мая 1986) — Герой Социалистического Труда (1949).

## Биография
Работать начал в 1936 году в колхозе «Интернационал» Лиозненского района Витебской области. С 1950 года работал в колхозе «Прожектор», с 1959 года — в колхозе имени Ленина Лиозненского района.
С 1945 года бригадир полеводческой бригады, с 1977 слесарь молочно-товарной фермы колхоза имени Ленина Лиозненского района.
Звание Героя было присвоено за высокие показатели по производству льнопродукции, зерна и картофеля.
Умер И. А. Глядченко в 1986 году.

## Награды
Награждён орденами Ленина, «Знак Почета», медалями.